# 史瓦帝尼國家足球隊
斯威士蘭國家足球隊是斯威士蘭的國家足球代表隊，由斯威士蘭國家足球協會管理，現時屬於國際足協及非洲足協成員國之一。斯威士蘭至今仍未參加過任何國際大賽的決賽週，無論在世界盃及非洲國家盃外圍賽階段從未取得過出線資格。

## 世界盃成績
- 1930年 至 1990年 - 拒絕參賽
- 1994年 至 2018年 - 未能晉級

## 非洲國家盃成績
- 1957年 至 1968年 - 屬於英國的一部分
- 1970年 至 1976年 - 不屬於非洲足球協會的一部分
- 1978年 至 1982年 - 沒有參賽
- 1984年 - 退出
- 1986年 - 外圍賽出局
- 1988年 - 沒有參賽
- 1990年 至 1992年 - 外圍賽出局
- 1994年 - 沒有參賽
- 1996年 - 退出
- 1998年 - 沒有參賽
- 2000年 至 2012年 - 外圍賽出局
- 2013年 - 退出
- 2015年 至 2023年 - 外圍賽出局